# Bai Pu

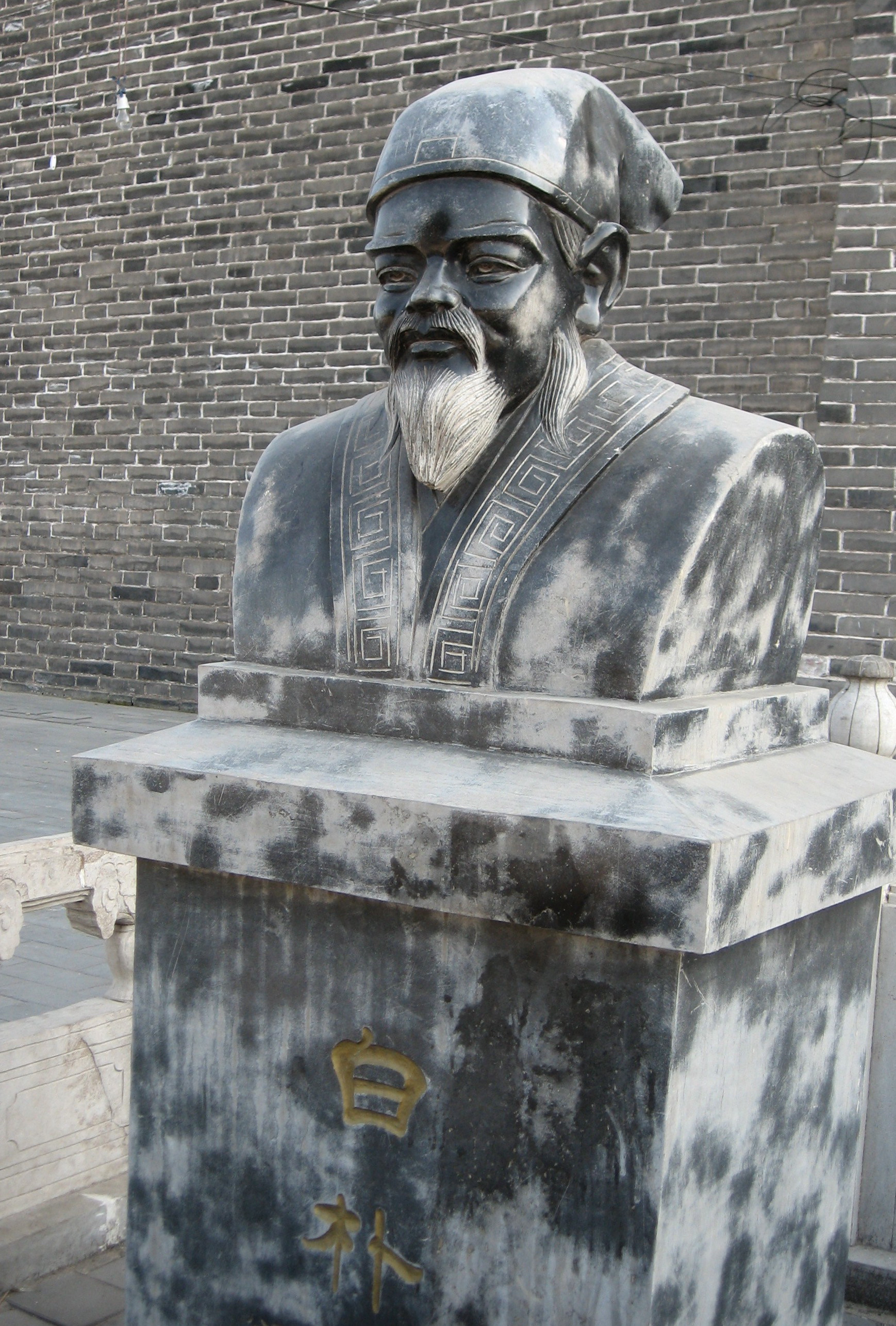
Busto de Bai Pu

Bai Pu (白朴), (1226 - después de 1306) fue un dramaturgo chino, uno de los más destacados del teatro de la dinastía Yuan, junto con Guan Hanqing, Wang Shifu, Ma Zhiyuan y Zheng Guangzu.  
Nació en la actual provincia de Shanxi, en el seno de una familia de mandarines y funcionarios venida a menos a causa de las invasión de los mongoles. Fue educado por un amigo de la familia, el poeta Yuan Haowen (1190-1257)
Se tiene noticia de 16 obras escritas por él, pero solo se conservan tres: Dongqiang ji (“Historia del Muro del Este”), Qiangtou mashang (“Saltar la pared y a caballo”) y Wutong yu (梧桐雨) (“Lluvia sobre el árbol del parasol”). Esta última es su obra más conocida, y evoca la historia del emperador Xuanzong y de Yang Guifei, una de las historias más conocidas de toda la literatura china, que reaparecerá en épocas posteriores y que se remonta a un poema de Bai Juyi (772-846) y a Changzhen zhuan (“Historia de un eterno pesar”), de Cheng Hong (activo alrededor de 813).
En la obra el ruido de la lluvia sobre las hojas de un árbol de parasol, despierta al emperador, y le hace recordar la danza de su amada muerta, y las promesas de amor que se hacían el uno al otro. Su melancolía es tan profunda que ni siquiera Gao, su fiel eunuco, logra aliviarla con sus palabras, escépticas pero llenas de sentido común.